# Rimataralorikit
Rimataralorikit (Vini kuhlii) är en fågel i familjen östpapegojor inom ordningen papegojfåglar.

## Utseende och läten
Rimataralorikiten är en 18 cm lång, snabbflygande papegoja med spetsig stjärt. Fjäderdräkten är mestadels grön ovan, med karmosinröda kinder och undersida. På unga fåglar ses en mörk, purpurfärgad fläck på nacken. Näbben är orangeröd och fötterna mer matt orange. Lätet är ett hård skri.

## Utbredning och systematik
Fågeln förekommer naturligt enbart på  ön Rimatara i norra Lineöarna. Fossila fynd och muntlig tradition tyder på att den tidigare fanns på åtminstone fem av öarna i ögruppen. I april 2007 infördes även 27 fåglar till ön Atiu i Cooköarna från Rimatara. Den återfinns också på öarna Kiritimati, Tabuaeran och Teraina i Kiribati dit de införts av polynesier. Den behandlas som monotypisk, det vill säga att den inte delas in i några underarter.

## Status
Rimataralorikiten har ett mycket begränsat utbredningsområde på endast två mycket små öar. Det största hotet är predation från svartråtta som ännu inte etablerats på öarna. IUCN kategoriserar den därför som starkt hotad. Beståndet anses dock vara stabilt. Världspopulationen uppskattas till 800 vuxna individer.

## Namn
Fågelns vetenskapliga artnamn hedrar den tyske ornitologen Heinrich Kuhl (1797-1821).